# Tramlijn Koudekerke - Vlissingen
De tramlijn Koudekerke - Vlissingen was een tramlijn op Walcheren. De lijn liep van Koudekerke naar Vlissingen.

## Geschiedenis
Nadat in 1903 de Stoomtram Walcheren was opgericht, duurde het tot 1905 voordat men met de aanleg van de tramlijn begon, deze werd geopend op 14 april 1906. De lijn liep vanaf het station in Koudekerke en volgde ongeveer het tracé van de huidige Gerbrandystraat, Vredehoflaan, Burgemeester van Woelderen en de Badhuisstraat. Vanaf daar liep de lijn over wat nu de Paul Krugerstraat is richting het Kanaal door Walcheren en het station van Vlissingen. Hier waren goede mogelijkheden aanwezig voor overslag met het spoor. Omdat de lijn werd aangelegd in kaapspoor kon geen echter uitwisseling van materieel plaatsvinden.

### Reizigersdienst
Er waren 7 slagen ten behoeve van het reizigersvervoer, in de winterdienst waren dat er zes. Aan het eind van de jaren twintig werden de vervoerscijfers langzaam minder, een trend die zich in de jaren dertig voortzette. In de laatste twee jaar van het vervoer met de stoomtrams kelderden deze cijfers dramatisch. Dit was vooral te wijten aan de toenemende concurrentie van de autobus. 
Vanaf 1927 werden zogenaamde 'werkliedentreinen' gereden ten behoeve van personeel van De Schelde. De economische crisis in de jaren dertig en de aanleg van fietspaden maakten hier echter weer een einde aan.

### Oorlogsjaren
In de Tweede Wereldoorlog heeft de Duitse bezetter het baanlichaam nog gebruikt voor de aanleg van een smalspoorlijn met 600 mm spoor, bestemd voor het vervoer ten behoeve van de bouw van de Atlantikwall. In Vlissingen werd van de steiger aan de Koningsweg een lijn aangelegd die via de Koningsweg en de Singel richting watertoren naar de toenmalige Zandweg liep, vanwaar hij door het Nollebos aansluiting had op de lijn uit Koudekerke.

## Restanten
Door ruilverkaveling en sterke ontwikkeling van de stedelijke agglomeratie van Vlissingen zijn overblijfselen van de lijn nauwelijks terug te vinden.